# Mogilany
Pour la gmina, voir Mogilany (gmina).
Mogilany est une localité polonaise, siège de la gmina de Mogilany, située dans le powiat de Cracovie en voïvodie de Petite-Pologne.